# Rhipidia proseni
Rhipidia proseni är en tvåvingeart som först beskrevs av Alexander 1955.  Rhipidia proseni ingår i släktet Rhipidia och familjen småharkrankar.
Artens utbredningsområde är Bolivia. Inga underarter finns listade i Catalogue of Life.